# Mauser MG 213
Mauser MG 213 byl německý letecký kanón ráže 20 mm nebo 30 mm, který byl vytvořen během 2. světové války pro Luftwaffe. Ačkoliv jeho vývoj nedospěl k sériové výrobě, přinesl tehdy revoluční novinku - revolverový princip (u verze C), která byla po válce široce okopírována v mnoha zemích. Celkem existují tři verze MG 213:
- Kanón Mauser MG 213A s klasickou ráží 20 mm byl řešen v podstatě tradičním způsobem a dosáhl kadence asi 1 100 ran/minutu.

- Kanón Mauser MG 213C/20 s ráží 20 mm byl prvním automatickým kanónem na světě u kterého konstruktéři použili revolverový princip a díky tomu tehdy dosahoval (na konci roku 1944) téměř neuvěřitelné kadence - 1 500 ran/minutu. Tento kanón se během Korejské války stal hlavním vzorem pro americký revolverový letecký kanón M39.

- Kanón Mauser MG 213C/30 s ráží 30 mm byl modifikovanou verzí předchozího revolverového kanónu Mauser MG 213C/20. S ohledem na životnost hlavně byla jeho kadence záměrně snížena na 1 200 ran/minutu. Z tohoto kanónu vycházeli po 2. světové válce konstruktéři francouzských leteckých kanónů DEFA a britských leteckých kanónů ADEN.

## Koncepce MG 213C
Buben s pěti nábojovými komorami byl uložen za hlavní. Osa rotace bubnu ležela pod osou hlavně. Pro automatickou činnost kanónu bylo plně využito impulsu prachových plynů, přivedených z hlavně do plynového válce. Píst umístěný posuvně v tomto válci byl spojen s kluzátkem, které otáčelo bubnem. S pohybem pístu i kluzátka byl rovněž spojen pohyb zasouvače nábojů.
Při pohledu zezadu se buben otáčel proti směru hodinových ručiček. Do nábojových komor vpravo dole a vpravo nahoře se ve dvou fázích náboje zasouvaly, v horní nábojové komoře (jež měla na okamžik osu přímo v pozici hlavně) bleskově proběhl výstřel, z komory vlevo nahoře se rychle vyhazovala prázdná nábojnice a pátá komora byla prázdná. Nábojový pás podávala cívka otáčející se s bubnem.